# Arno (lancha)
La lancha Arno fue una embarcación de la Marina de Guerra del Perú durante la guerra del Pacífico y que formó parte de las fuerzas sutiles.

## Adquisición y operatividad
La lancha Arno era una embarcación que se encargaba de proveer de agua a las guaneras de Tarapacá y pertenecía a Molfino y Ricini. Fue adquirida por el presidente Mariano Ignacio Prado en condiciones bastante favorables:
"...Son de cuenta del Gobierno todos los gastos, desde su traslación de este puerto al Callao, colocación de calderas y demás reparaciones que necesite el buque hasta ponerlo en estado de servicio. Entonces, el Gobierno, si le agrada, lo podrá comprar; mas si no le conviene comprarlo se servirá de él gratis por todo el tiempo que dure la guerra, bajo la condición de que si se pierde en ella, se obliga a pagar su valor que se estipulará previamente una vez que quede compuesto..."
Las calderas para el Arno llegaron el 26 de agosto al Callao en un vapor de la Pacific Steam Navigation Company. El 13 de septiembre arribó al Callao el Arno, procedente de Arica. El Arno estaba en muy mal estado.
El 24 de diciembre se nombró como comandante del Arno al teniente 1° Vicente Espinoza, pero todavía seguía en mantenimiento.

## Armamento
El 12 de abril de 1880 fue artillado con un cañón Preston de 12 libras y una ametralladora.
El 6 de agosto de 1880, su armamento era un cañón Blakely de retrocarga de 12 libras, un Preston de 12 libras, un obús de 12 libras y una ametralladora.
A fines de 1880 tenía un cañón Armstrong de a 40 libras, un cañón de ánima lisa de a 32 libras y 2 Preston de a 12 libras.

## Operaciones bélicas
Desde el inicio del bloqueo del Callao, pasó a formar parte de una división naval llamada fuerzas sutiles. Su comandante fue el teniente Espinoza hasta mayo, cuando es reemplazado por el teniente 1° Justiniano Cavero. 
En el combate del 25 de mayo, realizó disparos contra la torpedera chilena Guacolda, pero en el cañoneo quedó inutilizada la cureña que utilizaba.
El 29 de mayo estaba la mando del teniente José Barloque, cuando combatió contra la cañonera Pilcomayo y la torpedera Guacolda.
El 3 de septiembre, para evitar que el transporte Angamos siguiera bombardeando al Callao, salió junto con las lanchas Urcos y Lima a enfrentársele. El Arno realizó 25 tiros, mientras la Urcos 12 y la Lima, 30. Los buques chilenos Angamos y corbeta O'Higgins hicieron 27 y 37 tiros respectivamente. El Arno estaba al mando del teniente 2° Ramón Sánchez Carrión, la Urcos al mando del teniente Juan F. otoya y la Lima al mando del teniente 2° Santiago Torrico.
En las madrugadas del 16 y 17 de septiembre, participó en una operación para el desembarco de tropa en la isla San Lorenzo. La primera noche tuvo una tripulación de 12 marineros y 10 soldados al mando del alférez de fragata Carlos L. Rodríguez. En ambas noches participó en los combates de la isla San Lorenzo.
Durante el combate del 6 de diciembre, tuvo una destacada actuación al mando del teniente 1° Antonio Jimeno, hundiendo a la torpedera chilena Fresia. Estuvo acompañado por la lancha peruana Resguardo, al mando del alférez de fragata Ramón Bruno Bueno.
En el combate del 11 de diciembre estuvo al mando del teniente 1° Carlos Corpancho, con destacada actuación, enfrentándose al transporte chileno Angamos.
Mientras toda la escuadra peruana era hundida el 17 de enero de 1881, para evitar que caiga en manos de Chile, las lanchas Arno y Capitanía trataron de romper el bloqueo. La Capitanía fue capturada pero la Arno escapó hacia Chancay y no sé supo más de ella.